# إيرينا هاكامادا
إرينا موتسوفنا هاكامادا (مواليد 15 أبريل 1955) (الروسية: Ири́на Муцу́овна Хакама́да، ‎ru‏), (باليابانية: イリーナ・ハカマダ) هي سياسية روسية شاركت في الانتخابات الرئاسية الروسية عام 2004.

## مسيرتها
وُلدت هاكامادا لأب ياباني يدعى موتسو هاكامادا، وهو شيوعي انشق إلى الاتحاد السوفيتي في عام 1939، ونينا سينيلنيكوفا، وهي من أصول روسية وأرمنية.
تخرجت من قسم الاقتصاد في الجامعة الروسية لصداقة الشعوب بموسكو سنة 1978، وحصلت في وقت لاحق على درجة الدكتوراه من كلية الاقتصاد في جامعة لومونوسوف موسكو الحكومية. كانت عضوا في الحزب الشيوعي السوفيتي من 1984 إلى 1989.

## روابط خارجية
- إيرينا هاكامادا على موقع IMDb (الإنجليزية)
- إيرينا هاكامادا على موقع قاعدة بيانات الفيلم (الإنجليزية)
- إيرينا هاكامادا على موقع كينوبويسك (الروسية)

### بالإنجليزية
- Profile — from mosnews.com
- A challenger for the presidency

### بالروسية
- Official site
- Irina Khakamada about her book
- A chapter from the book
- Another chapter from the book
- Irina Khakamada about hostage crisis, interview by آنا بوليتكوفسكايا
- Presidential race
- Reply to the criticism
- Interview - Radio Free Europe
- Interview - Radio Free Europe
- Interview - Radio Free Europe